# Parc national de Khaudom
Le parc national de Khaudom est une réserve naturelle isolée située dans le désert du Kalahari à l'ouest de la route de Caprivi au Nord Est de la Namibie. C'est une réserve très éloignée et quasi-inaccessible mais c'est l'habitat d'animaux magnifiques tels que le lion et la hyène. Le parc comprend aussi un camp pour les visiteurs.

## Géographie
Le parc national de Khaudum est situé dans le désert du Kalahari. Les trois plus arides rivières, la Omiramba, Nhoma, Cwiba coulent à travers Khaudompour désaltérer les animaux sauvages du parc. Elles jouent un rôle écologique important, avec les pluies durant la saison humide.

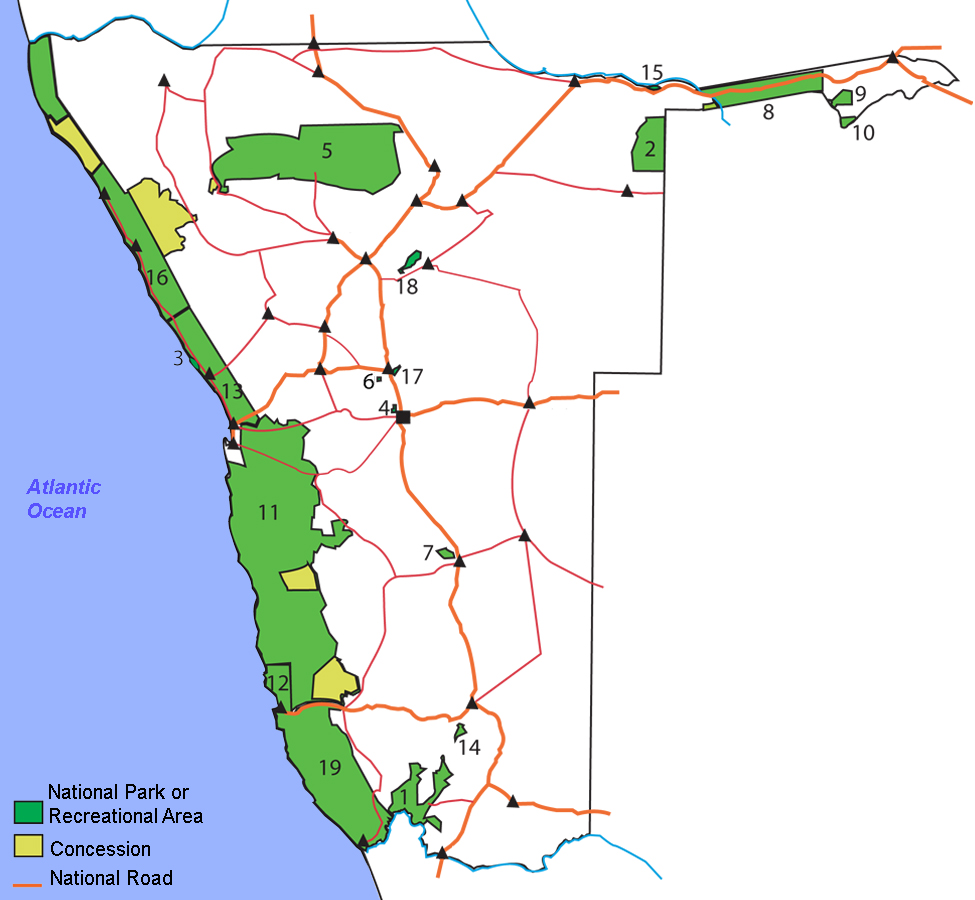
le parc national Parks de Namibie avec Khaudum aux abords de la frontière du Botswana

## Climat
La région de Kavango une saison sèche d'avril à novembre et une saison humide qui lui succède de décembre à mars. 
Pendant la saison sèche en hiver, l'humidité se situe à environ 30 % et la température journalière maximum grimpe au-dessus de 25 °C. Cette température durant les nuits froides, descend parfois en dessous de 5 °C, mais il est habituel d'atteindre autour de 12 °C. La saison des pluies en été est marquée par une humidité aux environs de 60 % et une température qui s'élève en journée entre 30 °C et 40 °C. Même la nuit la température ne tombe pas en dessous de 15 °C. La moyenne des précipitations annuelles est de 550 millimètres, avec 80 % durant les mois de décembre à mars.

## Végétation
La végétation dominante dans le parc est riche en variétés, elle est haute et courte dans la forêt sèche et sèche dans la forêt d'acacia. 
Les arbres peuvent atteindre jusqu'à 10 m avec un sous-bois relativement dense. L'éventail des espèces inclus le Pterocarpus angolensis, le Baikiaea plurijuga, le Burkea africana et le Guibourtia coleosperma. 
En contraste à la haute forêt sèche, les arbres situés dans la basse forêt, atteignent moins de 5 mètres de haut. Les variétés sont le Lonchocarpus nelsii et le Terminalia serica, entrecoupées avec le Faidherbia albida et le Grewia. 
Les rives de Omiramba sont denses en forêt sèche d'acacias, souvent avec une très massive brousse épineuse incluant Acacia erioloba, Acacia fleckii, Acacia hebeclada et Acacia tortilis ensemble avec parfois occasionnellement Combretum imberbe et Combretum hereroense.
Le lit de Omiramba est tourbeux et dense avec des sortes de canisses rouges comprenant Phragmites et moins fréquemment des nénuphars. Le Terminalia prunoides (arbres à fruits rouge sang) prédomine également.

## Faune
La nature intacte de la réserve encourage une vie sauvage riche et variée dans la forêt sèche. La période idéale pour voir la vie sauvage démarre en juin jusqu'à octobre. De novembre à mars, plus de 320 espèces d'oiseaux résident dans cet environnement, y compris des perroquets et plus de 50 espèces d'oiseaux de proie. 
Les grands mammifères peuvent être trouvés dans le parc, plus de 500 éléphants de brousse d'Afrique, beaucoup de girafes angolaises ainsi que beaucoup d'antilopes, comprenant notamment l'hippotrague, le koudou, l'antilope cithare, l'élan et le « reedbuck » (ou antilope africaine qui fait des sauts élevés à rebond). 

Même la réserve d'animaux de proie est très fréquentée. À côté des plus petits félins, il y a une grande population de lions du sud-ouest africain, mais aussi le léopard d'Afrique, les hyènes tachetées, les chacals, occasionnellement le guépard namibien et même le chien sauvage africain.

## Tourisme
Khaudum est un site très isolé. Par conséquent, Les camps avec l'ensemble du parc national furent fermés en mai 2013.

### Sites Externes
- Ministry of Environment and Tourism: Khaudum National Park
- http://www.namibian.org/travel/namibia/khaudum.html